# 白井陽貴
白井 陽貴（しらい はるき、2000年10月5日 - ）は、栃木県出身のサッカー選手。Jリーグ・いわきFC所属。ポジションはディフェンダー。

## 来歴
矢板中央高等学校3年次に第96回全国高等学校サッカー選手権大会に出場。優秀選手の一人となった。2018年に卒業後は法政大学に進学。同大学在籍中の2022年3月、2023年からのV・ファーレン長崎加入が内定、同時に特別指定選手として承認された。9月3日、J2リーグのジェフユナイテッド千葉戦で先発出場し、Jリーグデビューを果たした。
2025年は、いわきFCに期限付き移籍することとなった。

## 所属クラブ
- FCエルマーノ那須
- 矢板中央高等学校
- 法政大学体育会サッカー部
  - 2022年  V・ファーレン長崎（特別指定選手）
- 2023年 -  V・ファーレン長崎
  - 2025年  いわきFC（期限付き移籍）

## 個人成績
| 国内大会個人成績 | 国内大会個人成績 | 国内大会個人成績 | 国内大会個人成績 | 国内大会個人成績 | 国内大会個人成績 | 国内大会個人成績 | 国内大会個人成績 | 国内大会個人成績 | 国内大会個人成績 | 国内大会個人成績 | 国内大会個人成績 |
| 年度             | クラブ           | 背番号           | リーグ           | リーグ戦         | リーグ戦         | リーグ杯         | リーグ杯         | オープン杯       | オープン杯       | 期間通算         | 期間通算         |
| 年度             | クラブ           | 背番号           | リーグ           | 出場             | 得点             | 出場             | 得点             | 出場             | 得点             | 出場             | 得点             |
| 日本             | 日本             | 日本             | 日本             | リーグ戦         | リーグ戦         | リーグ杯         | リーグ杯         | 天皇杯           | 天皇杯           | 期間通算         | 期間通算         |
| ---------------- | ---------------- | ---------------- | ---------------- | ---------------- | ---------------- | ---------------- | ---------------- | ---------------- | ---------------- | ---------------- | ---------------- |
| 2022             | 長崎             | 38               | J2               | 8                | 1                | -                | -                | -                | -                | 8                | 1                |
| 2023             | 長崎             | 40               | J2               | 11               | 0                | -                | -                | 1                | 0                | 12               | 0                |
| 2024             | 長崎             | 40               | J2               | 4                | 0                | 3                | 0                | 3                | 0                | 10               | 0                |
| 2025             | いわき           | 5                | J2               |                  |                  |                  |                  |                  |                  |                  |                  |
| 通算             | 日本             | 日本             | J2               | 23               | 1                | 3                | 0                | 4                | 0                | 30               | 1                |
| 総通算           | 総通算           | 総通算           | 総通算           | 23               | 1                | 3                | 0                | 4                | 0                | 30               | 1                |

- 2022年は特別指定選手

出場歴
- Jリーグ初出場 - 2022年9月3日 J2第34節 ジェフユナイテッド千葉戦 (フクダ電子アリーナ)
- Jリーグ初得点 - 2022年9月6日 J2第32節 ツエーゲン金沢戦 (石川県西部緑地公園陸上競技場)